# Roberto Vannacci
Roberto Vannacci, né le 20 octobre 1968 à La Spezia, est un général et homme politique italien d'extrême droite, chef d'état-major du commandement des forces opérationnelles terrestres.
Il est élu au Parlement européen lors des élections européennes de 2024 et siège au sein du groupe Patriotes pour l’Europe.

## Biographie
Roberto Vannacci occupe les fonctions de commandant du 9e régiment d'assaut parachutiste Col Moschin (it), de la brigade parachutiste Folgore, du contingent italien pendant la seconde guerre civile irakienne ainsi que de la Task Force 45 (it) pendant la guerre en Afghanistan.

## Prises de position
La publication, en août 2023, de son livre Il mondo al contrario le place au centre d'une attention médiatique considérable, suivie de controverses et même de dénonciations, en raison des passages consacrés aux femmes, aux immigrés (surtout les Africains), aux homosexuels et à l'écologisme. Le journal Libération le décrit comme « homophobe, raciste, pro-Mussolini ». L'auteur y évoque aussi la volleyeuse Paola Egonu en indiquant qu’elle a beau être italienne « de citoyenneté », ses « traits somatiques ne représentent pas l’italianité ». Le livre se hisse à la première place des meilleures ventes en Italie au cours de la semaine du 14 au 20 août 2023.  
En mai 2025, Roberto Vannacci exprime son soutien à un événement réunissant des groupes d'extrême droite européens favorables à la remigration via un message vidéo adressé aux participants,.  

## Mandats électoraux
Il est élu député au Parlement européen en 2024 sur la liste d'extrême droite Ligue du Nord de Matteo Salvini. Roberto Vannacci devient un des six vice-présidents du troisième groupe du Parlement européen Patriotes pour l’Europe  initié par Viktor Orban. Ce dernier donne pour objectifs au groupe d’extrême droite de se positionner contre le « soutien militaire à l’Ukraine » et contre « l’immigration illégale » et pour la « famille traditionnelle ». Le Français Jordan Bardella prend la tête du groupe,.